# Thraulus gopalani
Thraulus gopalani is een haft uit de familie Leptophlebiidae. De wetenschappelijke naam van de soort is voor het eerst geldig gepubliceerd in 1985 door Grant & Sivamarakrishnan.
De soort komt voor in het Oriëntaals gebied.